# Gaston Leclercq
Gaston André Lucien Alexandre Leclercq né le 25 mai 1908 à Lille et mort le 25 décembre 2003 à Apt, est un architecte français.
Il a travaillé dans le bassin minier du Nord de la France.

## Biographie
Gaston Leclercq fut élève de Georges Dehaudt à l’école régionale au sein de l'école des beaux-arts de Lille. Il poursuit sa formation à L’École nationale supérieure des beaux-arts de Paris en étant élève de Paul Bigot. Il est diplômé le 20 février 1934.
Il travailla dans différentes villes du nord de la France jusqu’en 1984.

## Principales réalisations
- Hôtel de ville de Courrières.
- 1963 : église Saint-Joseph-Ouvrier à Écaillon[3].
- 1965 : église paroissiale Saint-Joseph à Grande-Synthe, avec Ludwik Peretz et Maurice Salembier[4].
- 1966 : église paroissiale Sainte-Bernadette à Rosendaël, avec Ludwik Peretz et Maurice Salembier[5].
- 1971 : église Saint-Paul de Douchy-les-Mines, avec Maurice Salembier[6]
- 1972 : église Saint-François-d'Assise de Marly, en collaboration avec Maurice Salembier[7].